# Karsten Klein
Karsten Peter Klein (Groningen, 19 februari 1977) is een Nederlands bestuurder en politicus voor het CDA. In 2010 werd hij wethouder van Jeugd, Welzijn en Sport in Den Haag en stadsdeelwethouder van Loosduinen, in 2014 wethouder van Stedelijke Economie, Zorg en Havens in Den Haag en stadsdeelwethouder van Scheveningen. Hij is directeur bij Vereniging Eigen Huis. Met ingang van 1 januari 2024 is Klein voorzitter van de KNRM Scheveningen.

## Biografie

### Jeugd en studie
Klein is de jongste in een gezin met twee kinderen. Zijn ouders hebben de Duitse nationaliteit en zijn eind jaren 1960 vanuit het Rijnland naar Nederland verhuisd. Hierdoor had Klein de Duitse nationaliteit, tot hij op zijn achttiende jaar voor de Nederlandse nationaliteit koos.
Na het vwo aan Het Hogeland College in Warffum, studeerde Klein bestuurskunde aan de Thorbecke Academie in Leeuwarden (1995-1999), de Fachhochschule für Verwaltung und Rechtspflege (tegenwoordig Hochschule für Wirtschaft und Recht) in Berlijn (1999) en de Universiteit Twente in Enschede (1999-2001). Daarna studeerde hij operational auditing aan de Universiteit van Amsterdam (2001-2003). Tijdens zijn studie liep hij een half jaar stage in de staat New York in de Verenigde Staten.

### Loopbaan
Tussen 2001 en 2010 werkte hij als beleidsadviseur en MT-lid op het Ministerie van Financiën. Vanaf 2006 tot 2010 was hij gemeenteraadslid voor het CDA in Den Haag, vanaf 2008 fractievoorzitter. In 2009 werd Klein landelijk onderscheiden door de Vereniging Nederlandse Gemeenten als Jong Raadslid 2009. In 2010 werd hij wethouder van Jeugd, Welzijn en Sport in Den Haag, stadsdeelwethouder van Loosduinen en 4e locoburgemeester in het college onder voorzitterschap van burgemeester Jozias van Aartsen. In deze periode had hij te maken met bezuinigingen van de rijksoverheid die met de decentralisatie van de zorgtaken gepaard gingen. Hij heeft zich fel afgezet tegen het beleid van staatssecretaris Martin van Rijn aangezien het volgens Klein onwettig was om, zonder een wetswijziging door het parlement te hebben laten goedkeuren, reeds bezuinigingen door te voeren, zoals het kabinet van plan was. Gemeenten hadden namelijk de wettelijke plicht om zorgtaken uit te voeren en moesten daar ook de middelen voor krijgen. Door juridische stappen aan te kondigen zijn een deel van de aangekondigde bezuinigingen teruggedraaid.
Daarnaast uitte hij zich ook in de krant en op televisie over andere onderwerpen, zoals het samenspel tussen politiek en media dat hem opviel.
Ook zijn er deze periode verschillende grote sportfaciliteiten ontwikkeld en gerealiseerd zoals het Haagse Hofbad (50 meter bad), het Topzeilcentrum op Scheveningen en de Haagse Sportcampus in het Zuiderpark op de plaats van het voormalige ADO-stadion.
In 2014 werd Klein voor een tweede periode wethouder, met de portefeuilles Stedelijke Economie, Zorg en Havens in Den Haag en werd hij stadsdeelwethouder van Scheveningen. Hij haalde in 2015 een stop-over en in 2018 de finish van de Volvo Ocean Race naar Scheveningen.
Op economisch terrein werden betrekkingen aangeknoopt met India (New Delhi, Hyderabad en Bangalore), voornamelijk op het gebied van cybersecurity. Op 27 juni 2017 bracht de Indiase premier een bezoek aan de Sportcampus in Den Haag en had een ontmoeting met de Nederlandse diaspora waarvan de grootste gemeenschap in Den Haag woonachtig is.
Vlak voor het einde van zijn ambtsperiode maakte Klein bekend dat hij bij de NASA een maansteen (door de Amerikaanse astronaut Harrison Schmitt meegenomen tijdens de laatste bemande missie naar de maan door Apollo 17) had aangevraagd en toegekend gekregen. Deze is in permanente bruikleen gegeven en geplaatst in het Haagse Museon en is op 14 juni 2018 onthuld door de Amerikaanse ambassadeur Pete Hoekstra in bijzijn van André Kuipers en zangeres Maan. Bij zijn afscheid als wethouder ontving hij de Vroedschapspenning in goud.

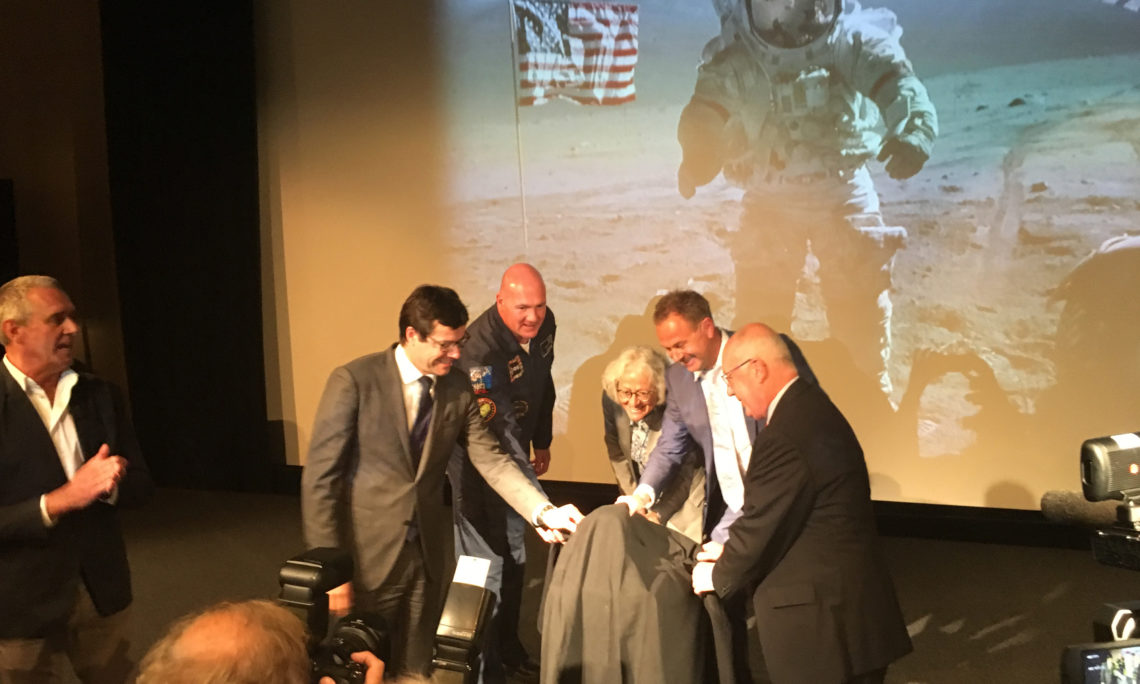
Onthulling maansteen in het Museon. V.l.n.r. Karsten Klein, André Kuipers, Marie-Christien van der Sman, Pieter Groenendijk en ambassadeur Pete Hoekstra.

Sinds juni 2018 was hij weer lid van de gemeenteraad van Den Haag. Hij was bij de gemeenteraadsverkiezingen in 2010, 2014 en 2018 lijsttrekker voor het CDA.

### Na het wethouderschap
In 2018 werd Klein door de staatssecretaris van Economische Zaken en Klimaat benoemd als Aanjager Beter Aanbesteden om zo de aanbestedingspraktijk in Nederland tussen rijksoverheid en decentrale overheden enerzijds en het bedrijfsleven anderzijds te verbeteren. Deze ervaringen zijn gepubliceerd in Contact boven Contract.
Vanaf 2020 is Klein directeur bij Vereniging Eigen Huis en vanaf 2022 voorzitter van de Raad van Toezicht van Respect Wonen, Zorg en Welzijn en lid van de Raad van Toezicht van de Nederlandse Trombosestichting.
Vanaf 1 januari 2024 is Karsten Klein de 16e voorzitter van de plaatselijke commissie van de KNRM Scheveningen sinds de oprichting in 1824. 

### Privé
Karsten Klein is getrouwd en heeft twee dochters en een zoon.